# Ophiozonoida innominata
Ophiozonoida innominata är en ormstjärneart som beskrevs av A.M. Clark 1951. Ophiozonoida innominata ingår i släktet Ophiozonoida och familjen Ophiolepididae. Inga underarter finns listade i Catalogue of Life.